# Phil Méheux
Philip "Phil" Méheux, BSC (Sidcup, Kent, 17 de Setembro de 1941) é um diretor de fotografia britânico.

## Carreira
Ele trabalha como um diretor de fotografia desde 1980.
O primeiro filme foi A Sexta-Feira Mais Longa (The Long Good Friday) (1980).
Ele trabalha com os diretores de cinema tais como: John Mackenzie, Martin Campbell e Raja Gosnell.